# Asha Ismail
Asha Ismail (Garissa, 27 de setembre de 1968) és una activista dels drets humans kenyana que va fundar al 2007 l'associació Save a Girl Save a Generation la missió de la qual és acabar amb la mutilació genital femenina, el sistema de dots, el matrimoni forçat i altres abusos contra les dones a Àfrica i Àsia. Va ser inclosa en la campanya Valenta d'Amnistia Internacional, engegada al maig de 2017 l'objectiu de la qual era augmentar el reconeixement i la protecció de les persones que defensen els drets humans al món.

## Trajectòria
Ismail està molt sensibilitzada amb el problema de la mutilació genital femenina perquè quan tenia cinc anys la van sotmetre a infibulació que és un dels quatre tipus de mutilació genital femenina. Una pràctica en la qual a li van extirpar el clítoris, li van tallar els llavis majors i menors i van cosir la vagina gairebé per complet.
Entre novembre de 2016 i juliol de 2017 va ser coordinadora del Projecte per a la Prevenció i Sensibilització sobre Mutilació Genital Femenina titulat “No els tallis els seus somnis". Va participar en el documental La poma d'Eva de 2017, dirigida amb José Manuel Colón que denuncia la pràctica de l'ablació.

## Reconeixements
El 8 de març de 2007, amb motiu del Dia Internacional de la Dona, Ismail va rebre el premi Atenea de Alcobendas que va reconèixer la seva labor en la defensa dels drets de les dones.
Al maig de 2018, Amnistia Internacional va engegar la campanya Valenta: que el seu objectiu era augmentar la presència de doness defensores de drets humans a Wikipedia. D'aquesta forma, es va incloure a Ismail al costat d'altres activistes com Alba Teresa Figueres, defensora colombiana dels drets humans i de la dona; Alba Villanueva, activista espanyola pel dret a la llibertat d'expressió; Alejandra Jacinto, advocada espanyola pel dret a l'habitatge; Arantxa Mejías, activista espanyola pel dret a l'habitatge; La Col·lectiva, associació de dones colombianes i espanyoles refugiades, exiliades i migradas; i Leonora Castany, camperola colombiana i defensora dels drets de la dona.